# Herposira velutina
Herposira velutina är en svampart som beskrevs av Syd. 1938. Herposira velutina ingår i släktet Herposira, divisionen sporsäcksvampar och riket svampar.   Inga underarter finns listade i Catalogue of Life.